# Siège de Varna

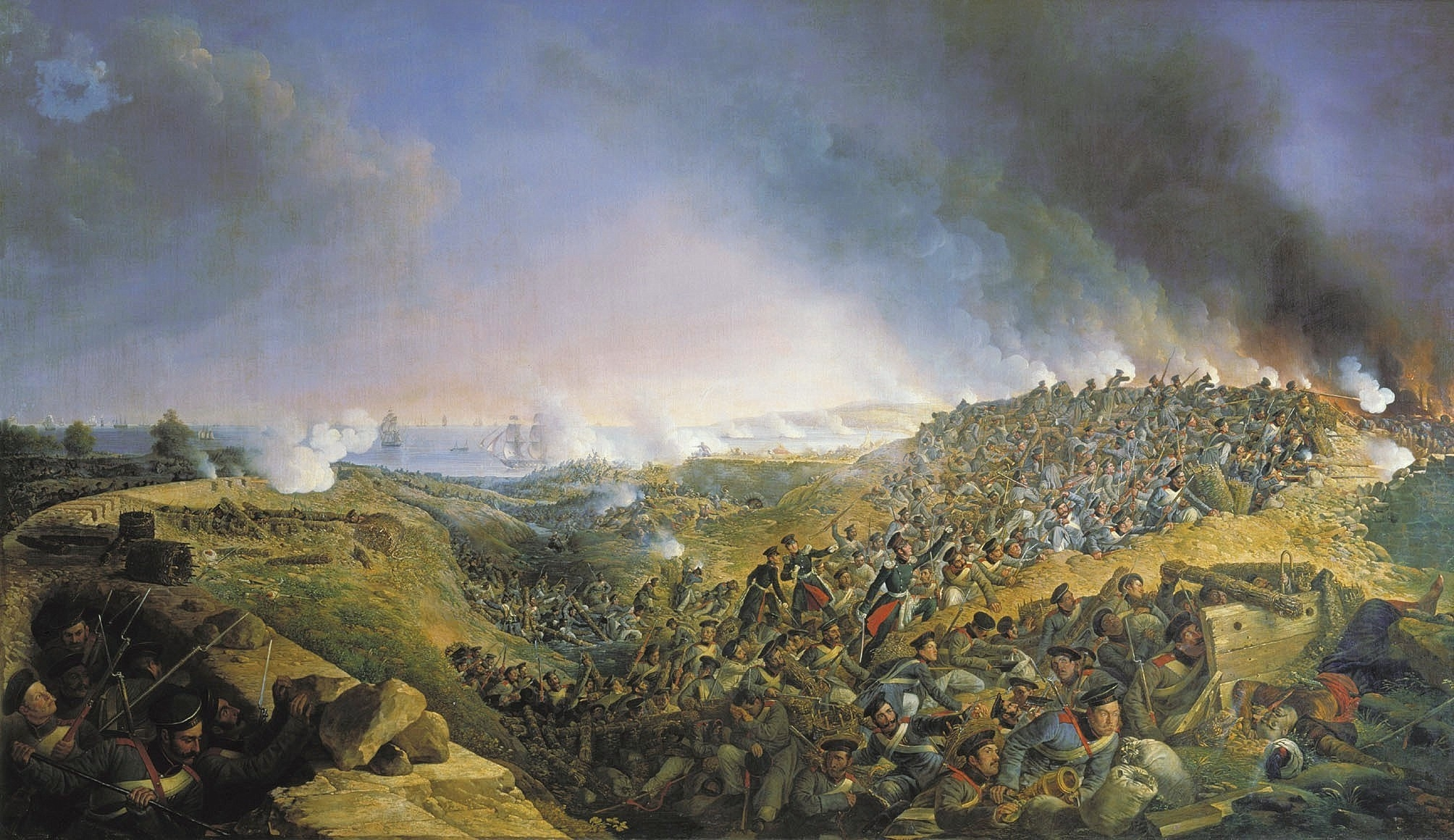
Tableau d' (1836).

Le siège de Varna (juillet – 29 septembre 1828) est un épisode de la Guerre russo-turque de 1828-1829.
Varna, (actuellement en Bulgarie), était occupée par une garnison ottomane forte de 20 000 hommes. Le 28 juin, l'armée russe avait tenté de s'en approcher, mais son avant-garde s'était heurtée à un fort contingent turc, contraignant à reporter les opérations.
À la fin du mois de juillet, la Flotte de la mer Noire commandée par Alexis Greig fit voile vers Varna et débarqua les fusiliers marins puis à la mi-août la Garde russe arriva devant Varna, avec à sa tête l'Empereur Nicolas Ier. La direction du siège fut confiée au général Mentchikov, à la tête de 23 000 hommes et de 170  pièces d'artillerie. Mais bientôt, Mentchikov blessé, dut céder le commandement au maréchal Vorontsov.
Omer Vrioni, à la tête de 20 000 hommes, tenta en vain de secourir Varna : s'il tint en échec l'attaque des Russes du Prince Eugène à la bataille de Kurtepe, il ne reprit sa progression qu'au bout de 11 jours. Entre-temps, Youssouf Pacha capitulait avec 6 900 hommes et 140 pièces d'artillerie. Toutefois les Russes subirent de telles pertes au cours de la campagne d'été (6000 hommes) qu'ils durent abandonner Varna et évacuer la vallée du Danube pour pouvoir reprendre leur campagne au printemps suivant.